# Хецін
26°33′41″ пн. ш. 100°10′17″ сх. д. / 26.56149° пн. ш. 100.17128° сх. д.
Хецін (кит. 鹤庆县, пін. Hèqìng Xiàn) — один із повітів КНР у складі Далі-Байської автономної префектури, провінція Юньнань. Адміністративний центр — містечко Юньхе.

## Географія
Хецін лежить на висоті близько 2200 метрів над рівнем моря у горах Гендуаншань на півночі префектури. Східним кордоном повіту слугує річка Цзіньша.

### Клімат
Повіт знаходиться у зоні, котра характеризується океанічним кліматом субтропічних нагір'їв. Найтепліший місяць — червень із середньою температурою 19,8 °C. Найхолодніший місяць — січень, із середньою температурою 6,9 °С.
| Клімат повіту Хецін     | Клімат повіту Хецін | Клімат повіту Хецін | Клімат повіту Хецін | Клімат повіту Хецін | Клімат повіту Хецін | Клімат повіту Хецін | Клімат повіту Хецін | Клімат повіту Хецін | Клімат повіту Хецін | Клімат повіту Хецін | Клімат повіту Хецін | Клімат повіту Хецін | Клімат повіту Хецін |
| Показник                | Січ.                | Лют.                | Бер.                | Квіт.               | Трав.               | Черв.               | Лип.                | Серп.               | Вер.                | Жовт.               | Лист.               | Груд.               | Рік                 |
| Середній максимум, °C   | 15,5                | 17,1                | 19,7                | 22,2                | 24,5                | 24,8                | 23,8                | 23,4                | 22,2                | 21                  | 18                  | 15,5                | 20,6                |
| Середня температура, °C | 6,9                 | 8,8                 | 11,7                | 14,6                | 17,9                | 19,8                | 19,2                | 18,5                | 16,8                | 14,4                | 10,1                | 6,9                 | 13,8                |
| Середній мінімум, °C    | −0,7                | 1,2                 | 4,3                 | 7,4                 | 11,6                | 15,5                | 15,8                | 15,0                | 13,3                | 9,4                 | 3,6                 | −0,6                | 8                   |
| Норма опадів, мм        | 3.8                 | 4.0                 | 9.1                 | 14.0                | 55.0                | 155.4               | 257.7               | 239.8               | 167.4               | 73.3                | 14.4                | 3.4                 | 997.3               |
| Вологість повітря, %    | 50                  | 47                  | 48                  | 53                  | 59                  | 72                  | 82                  | 84                  | 85                  | 76                  | 66                  | 60                  | 65.2                |
| ----------------------- | ------------------- | ------------------- | ------------------- | ------------------- | ------------------- | ------------------- | ------------------- | ------------------- | ------------------- | ------------------- | ------------------- | ------------------- | ------------------- |
| Джерело: data.cma.cn    |                     |                     |                     |                     |                     |                     |                     |                     |                     |                     |                     |                     |                     |